# 카탈루냐 공화국
카탈루냐 공화국(카탈루냐어: República Catalana)은 카탈루냐에서 과거 여러 차례 성립하였거나 성립이 주장된 공화국이다.

## 1641년
독립국이었으나, 프랑스 왕국에 병합되기도 하였다.

## 1873년
스페인 제1공화국내에 속해 있는 공화국이다.

## 1931년
스페인 제2공화국내에 속해 있는 공화국이다.

## 1934년
1934년 혁명 당시의 국가이며 스페인 연방공화국 내에 속해 있는 카탈루냐국이라고 하였다.

## 2017년
2017년 10월 10일에 성립을 선언하는 문서에 서명이 이루어졌으며, 10월 27일 카탈루냐 의회가 독립 선언을 통과시키는 카탈루냐 독립선언 사건이 일어났다. 그러나 대부분의 국가들이 이를 주권 국가로 인정하지 않았고 곧 스페인 중앙정부에 의해 무효로 선언되었다.